# Battaglia di Fort Albany (1693)
La battaglia di Fort Albany si svolse nel 1693 nell'ambito della guerra di re Guglielmo tra Inghilterra e Francia.
La battaglia vide la riconquista da parte dell'esercito inglese di un avamposto commerciale sull'Hudson appartenente alla Compagnia della Baia di Hudson ma occupato dai francesi. Il forte, catturato dai francesi durante una spedizione nel 1686, era difeso da cinque soldati i quali, dopo una breve schermaglia con alcuni soldati inglesi, abbandonarono la posizione e la sua scorta di pellicce alla flotta inglese di quattro navi comandata da James Knight, direttore della Hudson's Bay Company.